# Motorrad-Europameisterschaft 1926

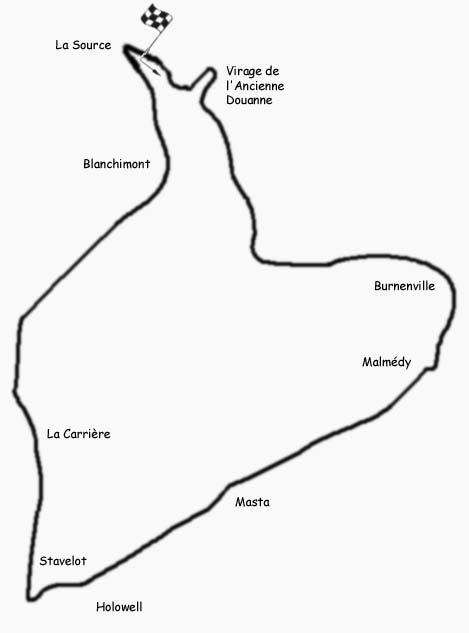
Der Circuit de Spa-Francorchamps wie er 1926 befahren wurde.

Die Titel der Motorrad-Europameisterschaft 1926 wurden beim III. Großen Preis der F.I.C.M. vergeben, der am 18. Juli 1926 bei Spa (Belgien) im Rahmen des VI. Großen Preises von Belgien auf dem knapp 15 Kilometer langen Circuit de Spa-Francorchamps ausgetragen wurde.
Der Große Preis von Europa fand erstmals im Rahmen des Grand Prix von Belgien statt.

## Rennverläufe
Im Lauf der 175-cm³-Klasse siegte der Belgier René Milhoux auf Ready mit englischem Blackburne-Motor. Zweiter, mit fünf Minuten Rückstand, wurde nach einem Reifenschaden der deutsche DKW-Werksfahrer Albert Beckert. Wie alle anderen Starter auch erreichten die weiteren deutschen Starter Kurt Friedrich und Hans Sprung nach technischen Defekten nicht das Ziel.
In den weiteren Klassen siegten die britischen Starter. Bei den 250ern gewann Jock Porter auf New Gerrard. In der 350-cm³-Klasse gewann Frank Longman (A.J.S.) vor dem Österreicher Otto Putz (Sunbeam). In der Halbliterklasse gewann Jimmie Simpson auf A.J.S. seinen zweiten EM-Titel nach 1924. Zweiter wurde mit Rupert Karner auf Sunbeam wiederum ein österreichischer Starter.

## Rennergebnisse
| Klasse  | Sieger                          | Zweiter                      | Dritter                              |
| ------- | ------------------------------- | ---------------------------- | ------------------------------------ |
| 175 cm³ | René Milhoux (Ready-Blackburne) | Albert Beckert (DKW)         | nur zwei Starter erreichten das Ziel |
| 250 cm³ | Jock Porter (New Gerrard)       | Geoff Davison (New Imperial) | nur zwei Starter erreichten das Ziel |
| 350 cm³ | Frank Longman (A.J.S.)          | Otto Putz (Sunbeam)          | R. Demulder (Indian)                 |
| 500 cm³ | Jimmie Simpson (A.J.S.)         | Rupert Karner (Sunbeam)      | Stanley Woods (Norton)               |

## Verweise